# Wakeful (Schiff, 1917)
Die HMS Wakeful (H88) war ein Zerstörer der britischen Marine, der zum Ende des Ersten Weltkrieges und zu Beginn des Zweiten Weltkrieges zum Einsatz kam und der 1940 unter hohen Verlusten versenkt wurde. Der Zerstörer gehörte der aus insgesamt 67 Einheiten bestehenden sogenannten V- und W-Klasse an und wurde am 17. Januar 1917 auf der Werft von John Brown & Company in Clydebank auf Kiel gelegt. Nach dem Stapellauf am 6. Oktober 1917 folgte am 16. Dezember 1917 die Indienstnahme als erster Zerstörer der W-Klasse.

## Modifikationen
Etwa Mitte der 1920er-Jahre erhielten die Wakeful sowie beinahe alle ihrer Schwesterschiffe eine 40-mm-Flak, die auf dem Vorschiff positioniert wurde. Infolge des relativ frühen Kriegsverlustes 1940 fanden im Zweiten Weltkrieg bei der Wakeful kaum Nachrüstungen statt, lediglich die Anzahl der mitgeführten Wasserbomben wurde 1939 auf insgesamt 33 erhöht.

## Einsatzzeit

### Erster Weltkrieg
Zwischen Januar und November 1918 diente die Wakeful bei der britischen Grand Fleet, wobei sie aber in keine Kampfhandlungen verwickelt wurde. Nach dem Ende des Ersten Weltkrieges beteiligte sich der Zerstörer Ende November 1918 an der Begleitung der deutschen Hochseeflotte, die gemäß der Waffenstillstandsbedingungen von Compiègne an die Siegermächte ausgeliefert werden musste, nach Scapa Flow. Im Dezember verlegte sie unter Konteradmiral Edwyn Alexander-Sinclair mit dem 6. Leichten Kreuzergeschwader (Cardiff als Flaggschiff sowie fünf Schwesterschiffe) und den sechs Zerstörern Verulam, Valkyrie, Vendetta, Vortigern und Westminster der 13. Flottille in die Ostsee, um die neu gegründeten Baltischen Staaten gegen deutsche oder sowjetrussische Übergriffe zu schützen. Weihnachten 1918 war die Wakeful vor Tallinn an der Aufbringung von zwei sowjetrussischen Zerstörern zusammen mit Vendetta und Vortigern sowie den Kreuzern Calypso und Caradoc beteiligt. Die Zerstörer wurden Estland als Kern einer eigenen Marine zur Verfügung gestellt und dienten dort als Wambola und Lennuk bis 1933, um dann nach Peru verkauft zu werden.
Im Anschluss an den Einsatz in der Ostsee wurde die Wakeful in die Reserve versetzt, in der sie bis 1939 verblieb.

### 1939/40: Sicherungsaufgaben zu Beginn des Zweiten Weltkrieges
Mit dem Ausbruch des Zweiten Weltkrieges wurde die Wakeful im September 1939 aus der Reserve zurückgeholt und reaktiviert. Der alte Zerstörer wurde in den Folgemonaten unter dem Kommando von Commander Robert S. Sherbrooke, der später vor allem durch die Schlacht in der Barentssee 1942 Bekanntheit erlangte, hauptsächlich zur Sicherung von alliierten Geleitzügen in den Western Approaches herangezogen. Das Schiff operierte hierbei als Teil der 17. Zerstörerflottille zumeist von Plymouth aus. Insgesamt half die Wakeful zwischen September 1939 und Mai 1940 bei der Sicherung und Einbringung von über 20 Konvois. Zum Jahreswechsel 1939/40 kam mit Lieutenant Commander Ralph L. Fisher ein neuer Kommandant an Bord.

### Mai 1940: Dünkirchen
Nach dem deutschen Angriff im Westen wurde die Wakeful dem „Dover Command“ zugeteilt.
Nach der Einkesselung der britischen Expeditionskräfte durch die deutsche Wehrmacht im Gebiet um Dünkirchen im Rahmen des deutschen Westfeldzuges ab der dritten Maiwoche 1940 wurde auch die Wakeful in die anlaufenden britischen Evakuierungsmaßnahmen (Operation Dynamo) eingebunden. Am 26. Mai lief die Wakeful gemeinsam mit dem Flugabwehrkreuzer Calcutta und sieben Zerstörern erstmals von Dover nach Dünkirchen und konnte dort 631 alliierte Soldaten an Bord nehmen, die am 27. Mai sicher in Dover angelandet werden konnten. Während dieser Fahrt wurde die Wakeful mehrfach von deutschen Flugzeugen angegriffen und durch den Nahtreffer einer 250-Kilogramm-Bombe leicht beschädigt.

## Versenkung derWakeful
Am 28. Mai lief der Zerstörer erneut nach Dünkirchen aus und nahm dort, unter heftigen Luftangriffen, 640 alliierte Soldaten an Bord. Auf dem Rückmarsch, zusammen mit dem Zerstörer Grafton, dem bewaffneten Fischkutter Comfort und zwei Minensuchbooten, geriet die Wakeful in der Nacht des 28./29. Mai nahe Nieuwpoort, etwa 13 Seemeilen von der Küste entfernt, in einen Angriff von drei deutschen Schnellbooten (S 24, S 30 und S 34) der 2. Schnellboot-Flottille. Nach Torpedo-Fehlschüssen von S 24 und S 34 gegen 0:20 Uhr traf um 0:36 Uhr ein von S 30 abgefeuerter Torpedo den Zerstörer auf der Steuerbordseite nahe dem vorderen Maschinenraum. Ein Überlebender erinnerte sich später: „It was while we were sleeping that we were hit by a torpedo. There was a terrible explosion which lifted the ship up, put out the lights and smashed evrything around us.“
Der Torpedotreffer und eine durch diesen ausgelöste Kesselexplosion sprengten die Wakeful in zwei Teile. Die Bugsektion versank beinahe sofort und verschwand innerhalb von nur etwa 15 bis 20 Sekunden unter der Wasseroberfläche. Das Heck richtete sich steil auf und versank kurz darauf gegen 0:40 Uhr auf der Position 51° 22′ 44″ N, 2° 43′ 22″ O. Von den 640 Soldaten, die zumeist an Oberdeck geschlafen hatten, kamen 639 ums Leben, lediglich ein einziger Überlebender wurde später gerettet. Die 134 Mann starke Besatzung der Wakeful hatte durch den Torpedotreffer 98 Tote zu beklagen. 37 Überlebende, darunter auch der Kommandant, Lieutenant Commander Ralph L. Fisher, wurden von den Minensuchbooten und dem Kutter Comfort aufgenommen.
Auf dem Rückmarsch nach England kollidierten jedoch gegen 2:50 Uhr die Comfort und eines der Minensuchboote miteinander, woraufhin der Kutter sank. Dabei kamen vier Angehörige der Besatzung des Trawlers und nochmals 13 zuvor gerettete Schiffbrüchige von der Wakeful ums Leben.
Insgesamt starben bei der Versenkung des Zerstörers 750 Menschen (639 Soldaten und 111 Mitglieder der Besatzung). Lediglich 24 Überlebende erreichten später England. Der Verlust der Wakeful stellt hinsichtlich der Opferzahl die folgenschwerste Versenkung eines Zerstörers in der Geschichte der Royal Navy dar.

## Verbleib
Das Wrack der Wakeful liegt noch heute vor der belgischen Küste in einer Tiefe von maximal etwa 24 m. Die Bugsektion ist weitgehend im Schlick versunken, die Heckstruktur und Teile der auf dem Grund verstreuten Kessel sind jedoch noch gut auszumachen und befinden sich einem relativ gut erhaltenen Zustand, was auch daran liegt, dass das betreffende Seegebiet nur wenig befischt und kaum von Tauchern besucht wird. Obgleich als Seekriegsgrab deklariert, dürfen mit einer Sondergenehmigung Tauchgänge zum Schiff durchgeführt werden. Da sich im Umfeld des Wracks jedoch auch noch zahlreiche Munitionsreste befinden und zudem oft starke Strömungen auftreten, sollten diese unter großer Vorsicht stattfinden.

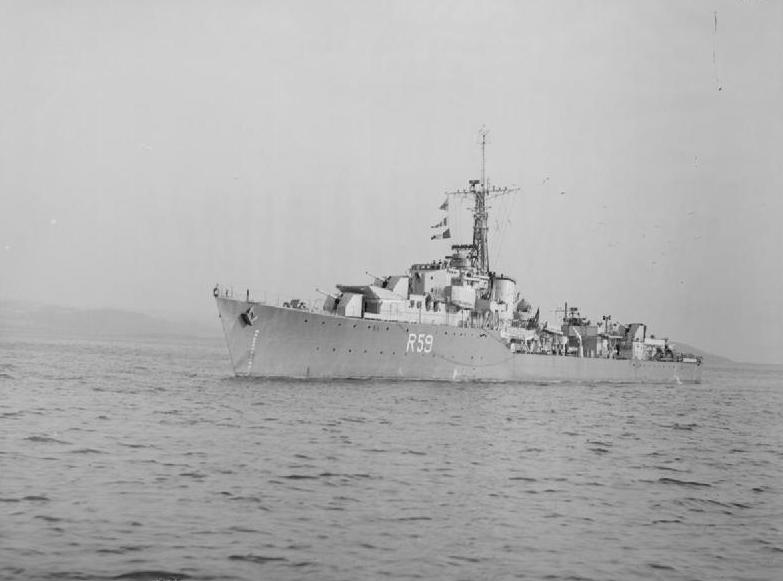
Die zweite Wakeful

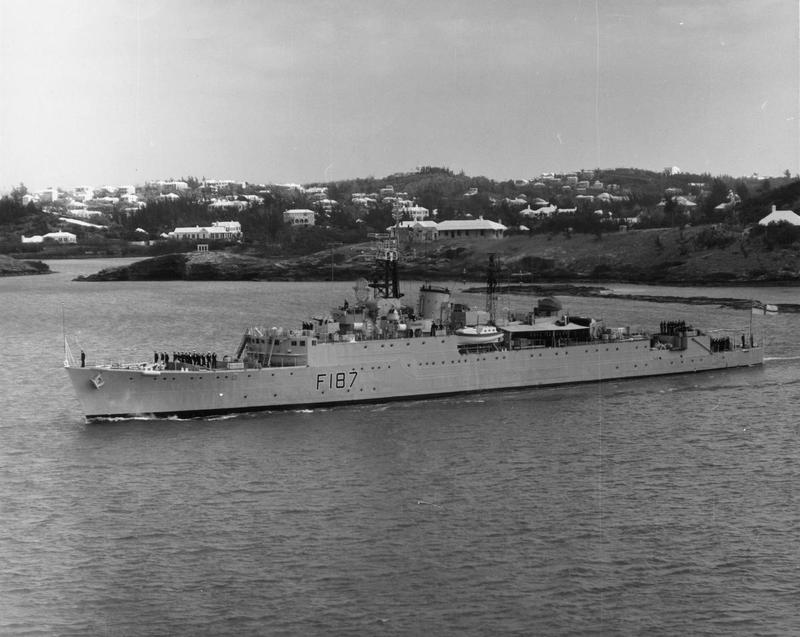
Typ-15-Fregatte Whirlwind

## Die zweiteWakeful
Der verlorengegangene Zerstörer war das erste Schiff der Royal Navy, das den Namen Wakeful führte. Der Zerstörer wurde mit den Battle Honours „Atlantic 1939-40“ und „Dunkirk 1940“ ausgezeichnet und zu seinen Ehren erhielt 1943 ein Zerstörerneubau des War Emergency Programms von Fairfield in Govan wieder den Namen Wakeful (Kennung: R59), der im Februar 1944 in Dienst gestellt wurde. Dieser Zerstörer gehörte zu den britischen Einheiten, die vor Tokio an der Kapitulationszeremonie Japans teilnahmen. 1952/53 wurde er bei Scotts in Greenock zu einer U-Boot-Abwehr-Fregatte vom Typ 15 umgebaut und erhielt dann die Kennung F159. 1971 wurde die zweite Wakeful verschrottet.